# Дзялдово
Дзялдово (пол. Działdowo, Зольдау, нем. Soldau, по-русски Зольдау) — город в Польше, входит в Варминьско-Мазурское воеводство, Дзялдовский повят. Имеет статус городской гмины. Занимает площадь 13.35 км². Население — 25 000 человек (на 2006 год).
Через город проходит железная дорога.
Имеет два города-побратима: Херсфельд-Ротенбург и Трускавец.

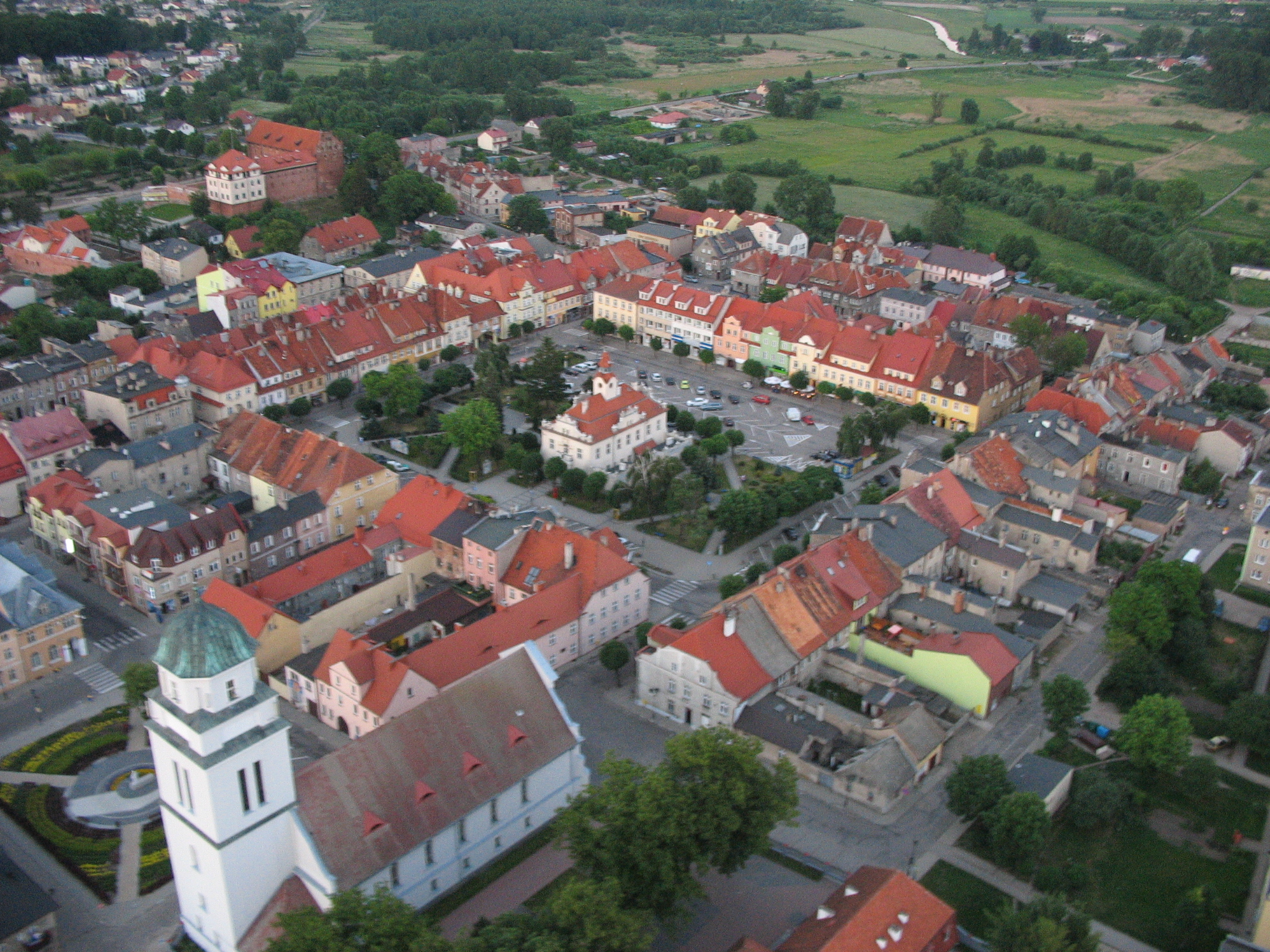
Центр города с высоты птичьего полета
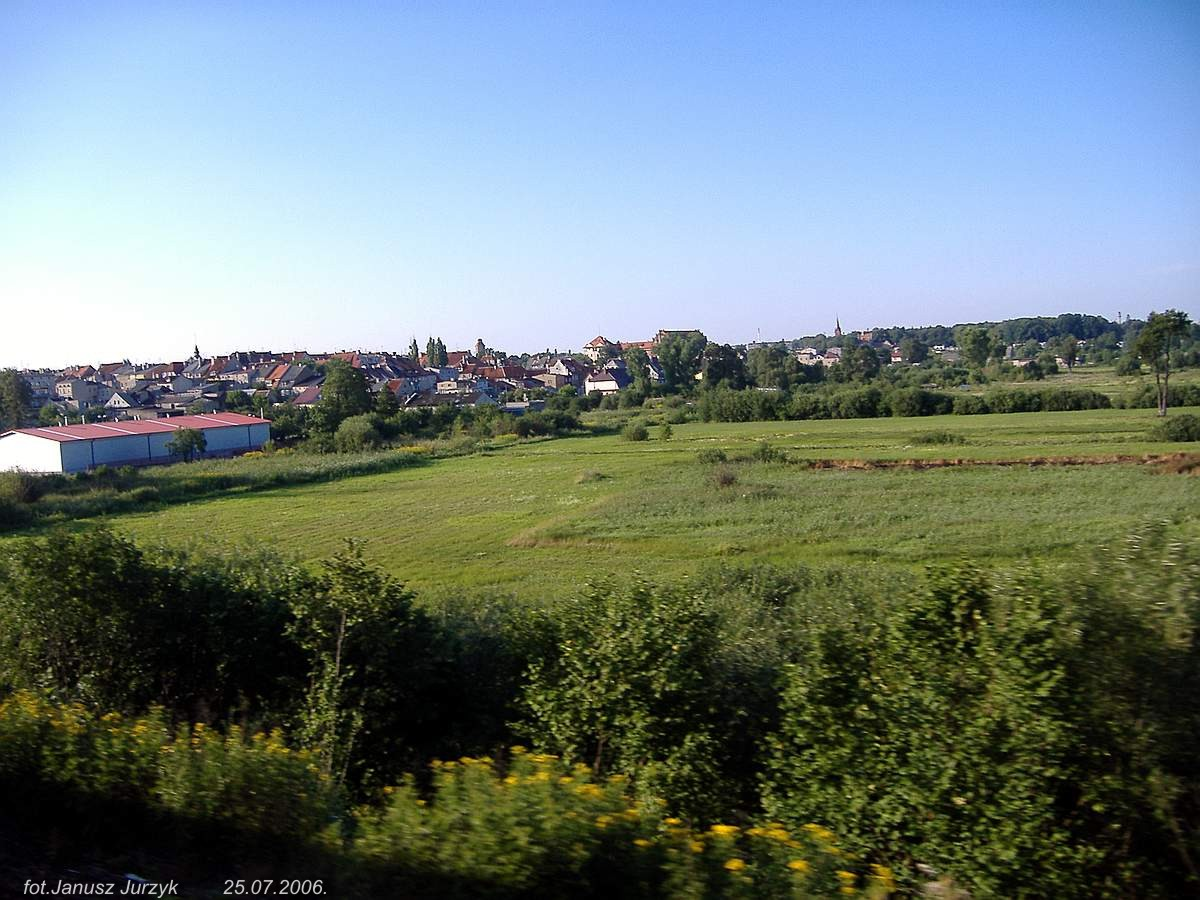
Окраина города
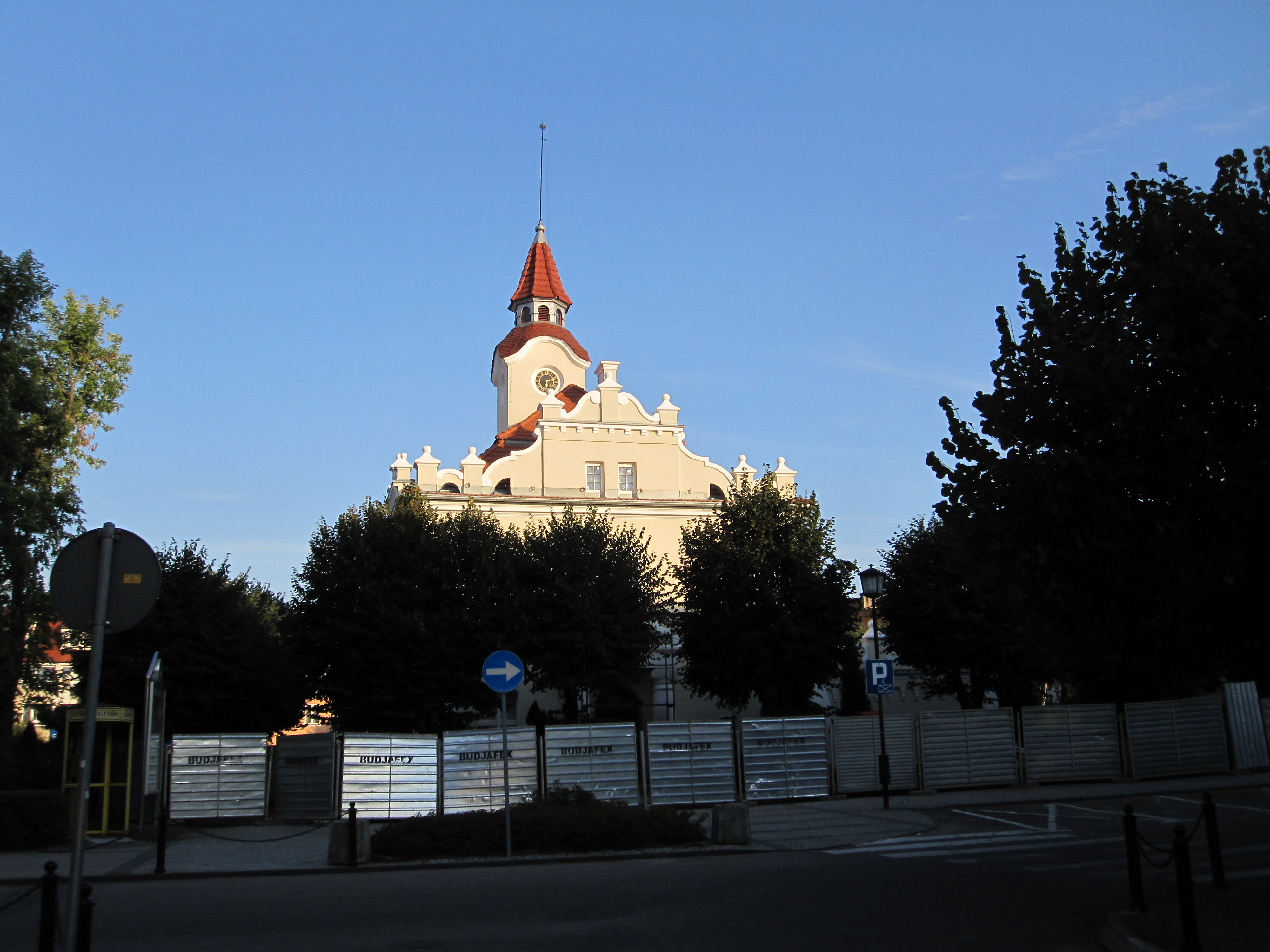
Ратуша
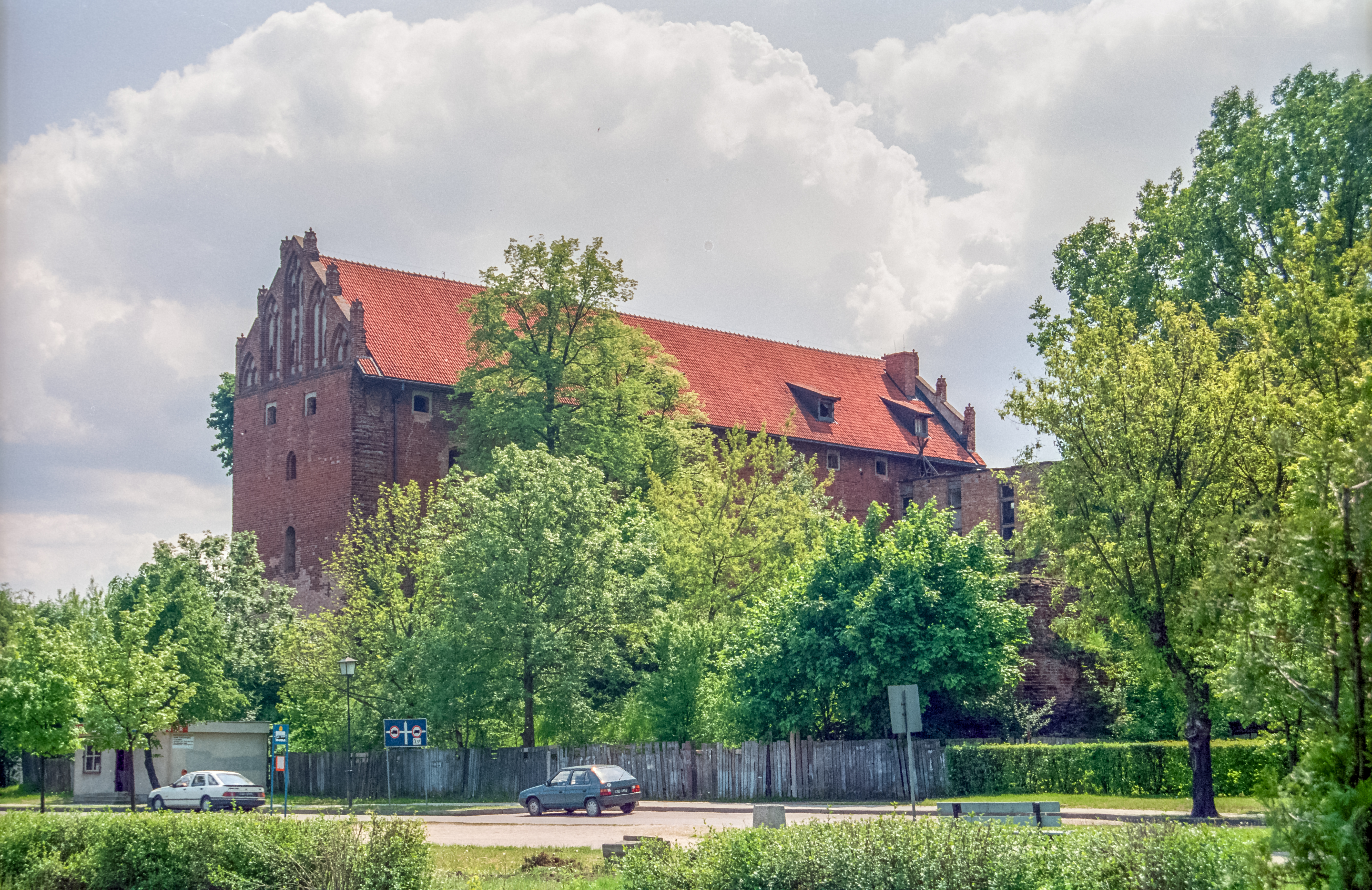
Сохранвшееся крыло орденского замка
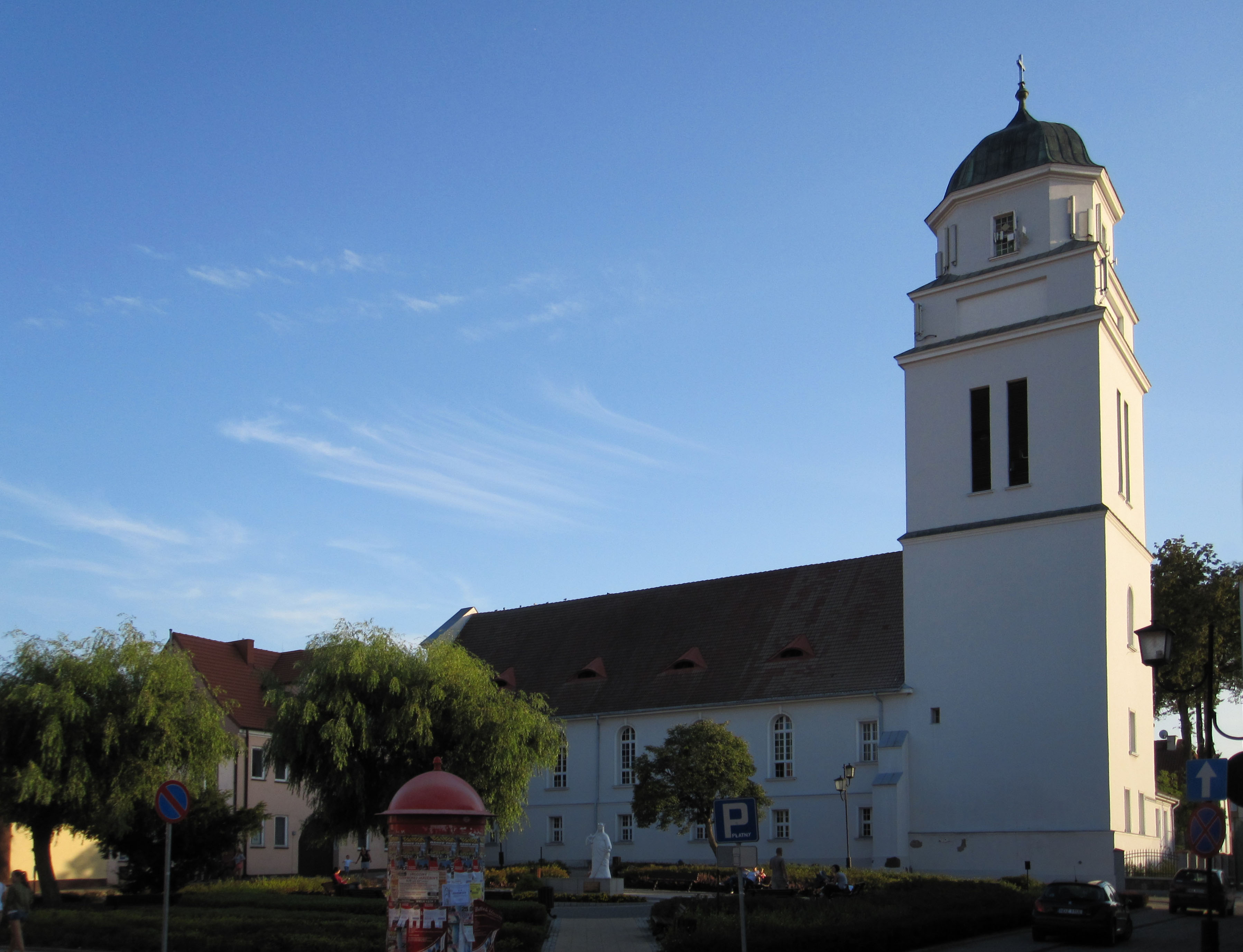
Церковь Воздвижения Креста Господня (XIV век)
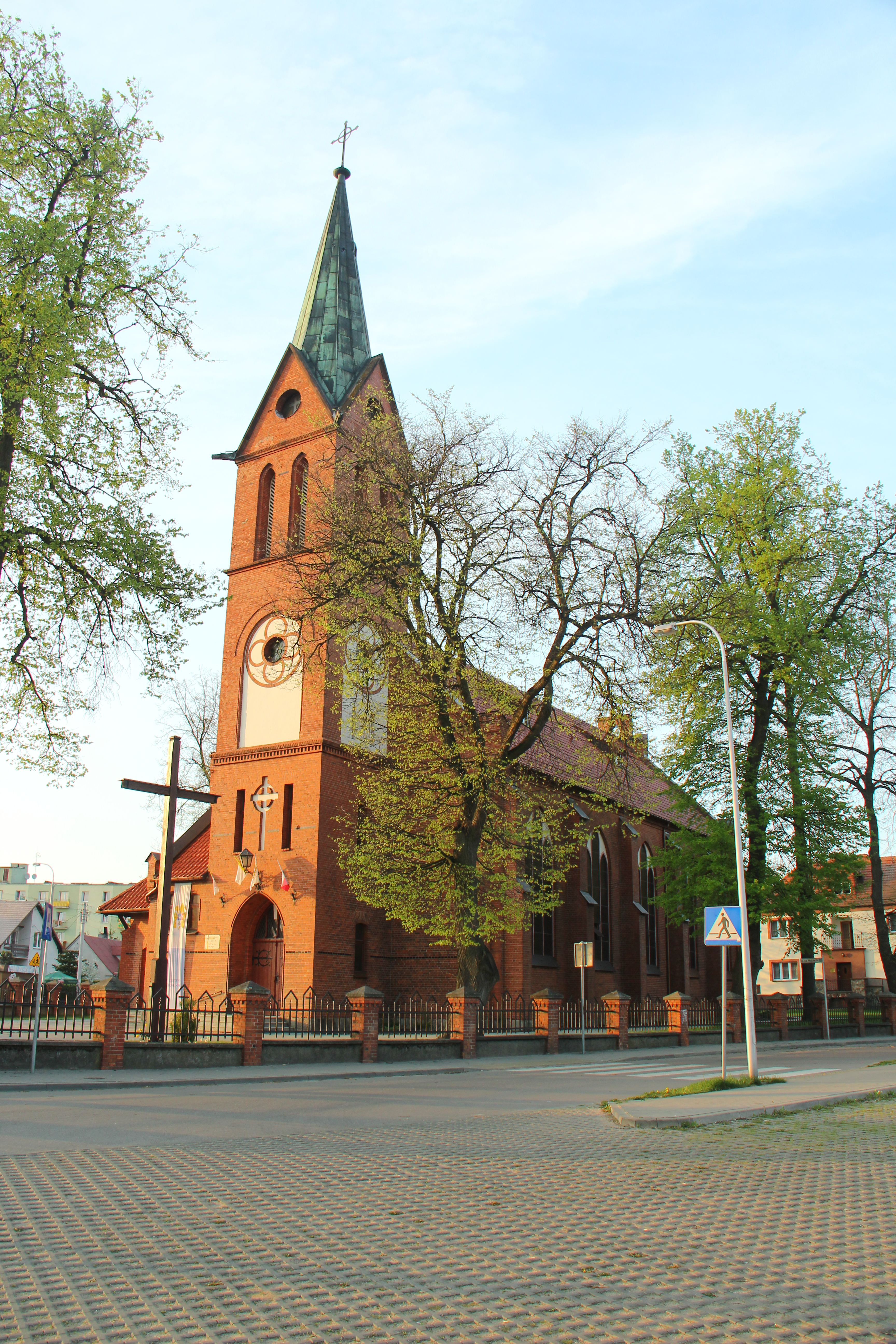
Церковь Святого Войцеха (1862)
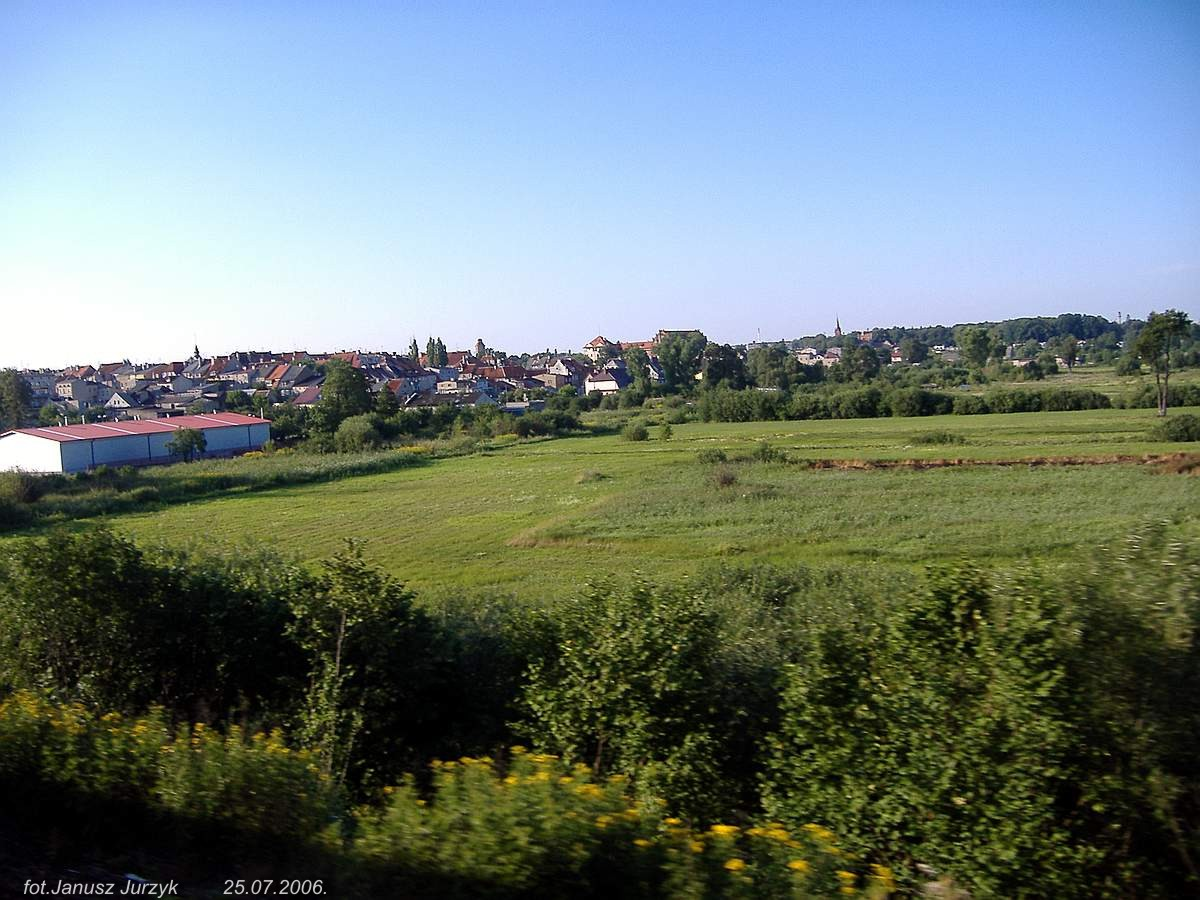
Дзялдово
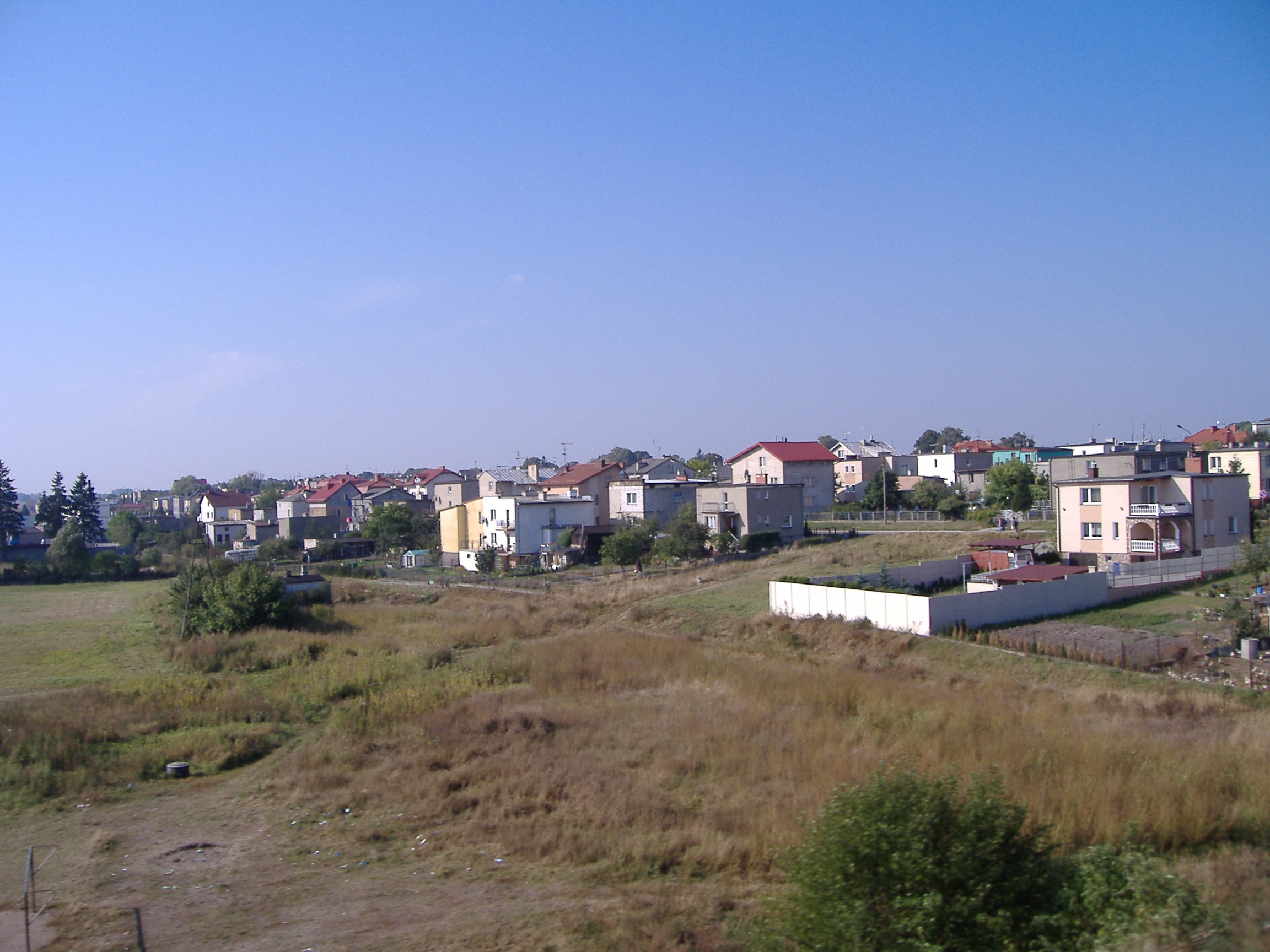
Дзялдово